# Frontière entre la Corée du Nord et la Corée du Sud
La frontière entre la Corée du Nord et la Corée du Sud délimite les territoires de ces deux États. Elle est actuellement constituée d'une frontière terrestre matérialisée par la zone coréenne démilitarisée, et d'une frontière maritime dont la section ouest forme la Ligne de limite du Nord.

## Histoire

Évolution du front séparant les deux Corée pendant la guerre de Corée. Les territoires occupés par la Corée du Nord, son allié chinois et les autres forces communistes sont en rouge et ceux occupés par la Corée du Sud, les États-Unis et les forces des Nations unies sont en vert.

La création de la frontière intercoréenne résulte des accords de la conférence de Yalta en 1945. En effet, Américains et Soviétiques s'étaient mis d'accord sur une occupation militaire conjointe de la péninsule de Corée au lendemain de la défaite du Japon à la fin de la Seconde Guerre mondiale. Le 38e parallèle nord constituant la limite théorique entre les deux zones.
Mais bientôt, des dissensions entre les deux superpuissances allaient apparaître sur l'avenir politique de la Corée. Les Occidentaux organisèrent des élections libres qui amenèrent à la création de la république de Corée au sud, tandis qu'au nord les régimes communistes soutenaient la fondation d'une république populaire démocratique de Corée. En 1950, la guerre de Corée éclata entre ces deux régimes antagonistes.
Durant les premiers mois du conflit, le front fut extrêmement fluctuant : les Nord-coréens prenant même un avantage certain en occupant la quasi-totalité de la péninsule (septembre 1950), puis une contre-attaque des forces américaines du général MacArthur soutenues par des contingents étrangers mandatées par l'ONU renverse totalement la situation au profit des Sud-coréens au mois de novembre suivant. L'intervention de « volontaires » chinois sauve in extremis le régime communiste, alors retranché dans la zone frontalière du fleuve Yalu à la suite de l'avance des Occidentaux, grâce à une contre-attaque qui stabilisera le front aux alentours de la ligne de démarcation initiale.
Celui-ci resta stable jusqu'à la signature de l'armistice de Panmunjeom signé dans le village homonyme le 27 juillet 1953, près de la ligne de front (coréen : 휴전선, romanisation révisée : hyujeonseon, McCune-Reischauer : hyujŏnsŏn), qui devint dès lors la frontière inter-coréenne que nous connaissons aujourd'hui.
Celle-ci fortement militarisée est le théâtre de multiples incidents dont une partie est connue sous le nom de la guerre du Crabe.
Parmi les derniers en date,  le 4 mars 2010, plusieurs soldats nord-coréens franchirent la frontière terrestre les séparant de la Corée du Sud, étant à la poursuite d'un déserteur qui aurait fui le pays. Sous les tirs de semonce de l'armée sud-coréenne, ils ont battu en retraite. Le 23 novembre 2010, des tirs d'artillerie sur l'île sud-coréenne de Yeonpyeong détruisent les habitations et font au moins quatre morts et plusieurs blessés tant au sein de l'armée sud-coréenne que parmi les civils.

## Caractéristiques
La frontière entre les deux pays qui mesure 248 kilomètres, est elle-même située au milieu d'une zone démilitarisée (DMZ), bande tampon de quatre kilomètres de largeur. L'ensemble du système fait de la séparation entre les deux États la frontière la plus militarisée du monde.

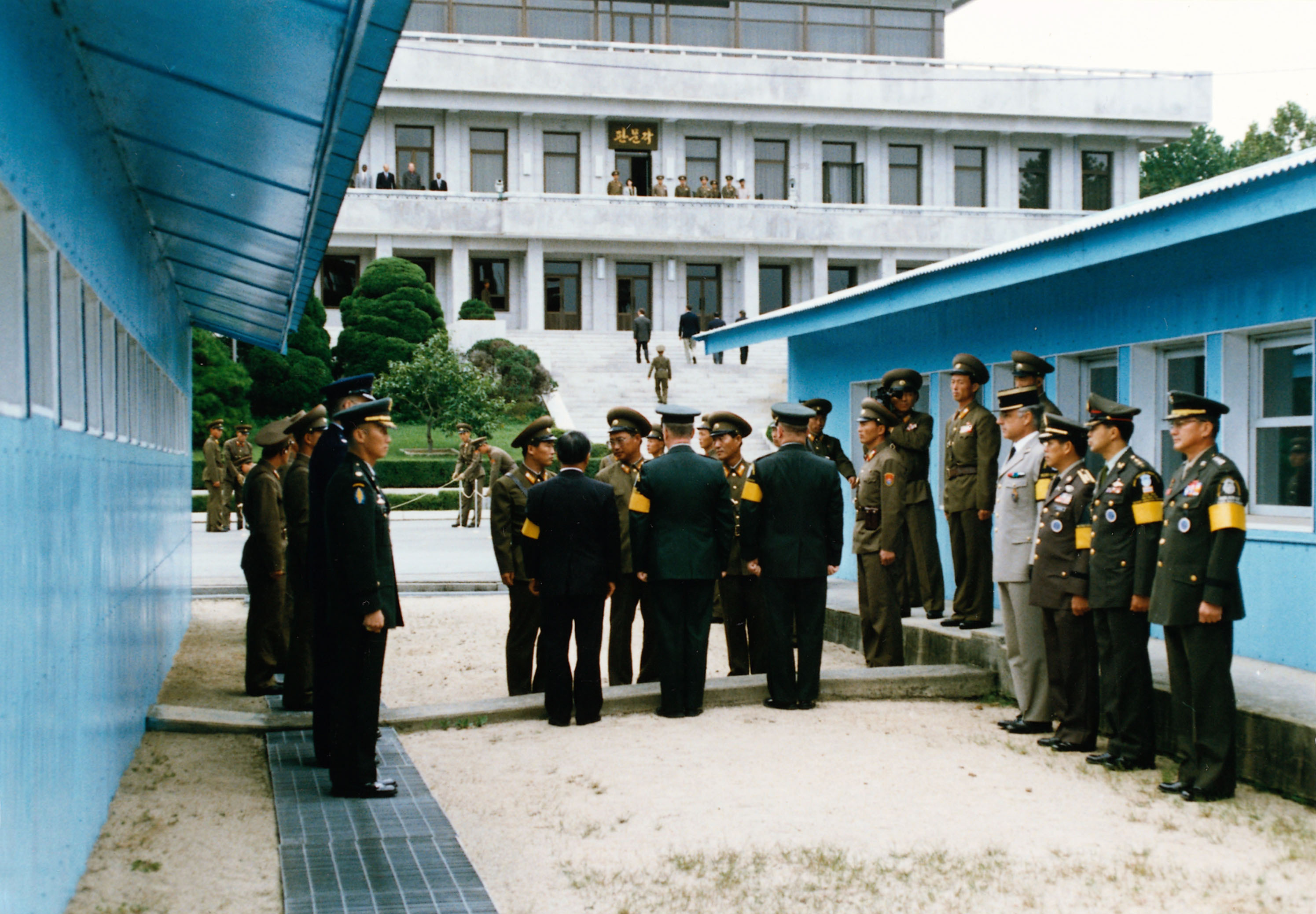
Rencontre entre militaires nord-coréens et sud-coréens pour le transfert d'un cadavre en 2013 à Panmunjeom.
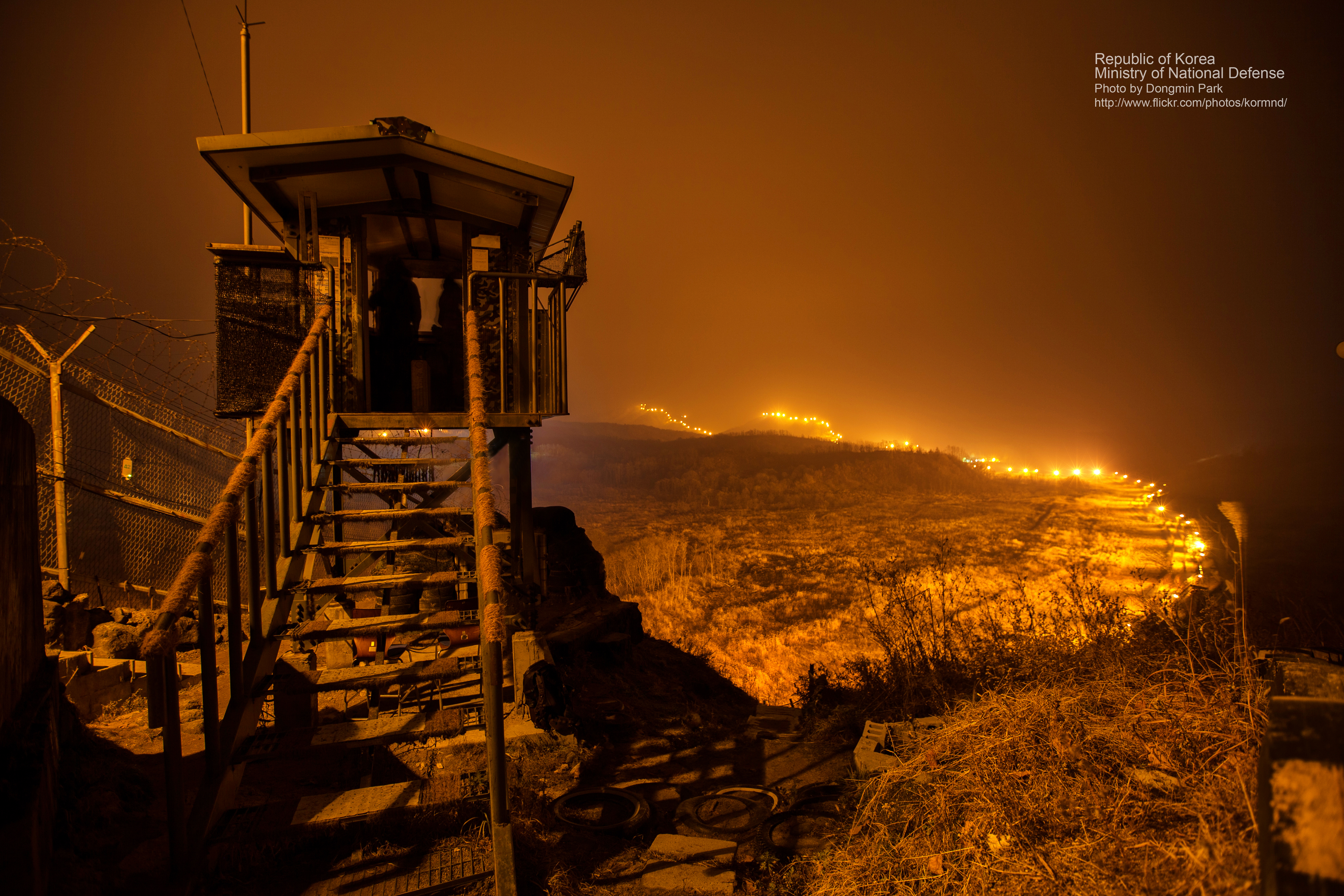
Mirador, clôture et éclairages nocturnes du côté sud-coréen en 2012.

#### Articles
- Alexandra Noveosseloff, « Des murs du XXe siècle, entre enfermement et repli sur soi : les nouvelles fractures de la mondialisation », Diplomatie, no 41,‎ novembre-décembre 2009, p. 31-36
- Valérie Gelézeau, « Le mur coréen et les mots pour dire la Corée : de la frontière spatiale à la "méta-nation" », Raison présente, Nouvelles Éditions Rationalistes, 2017, Un monde emmuré, pp. 21-31.

#### Ouvrage
- Alexandra Noveosseloff et Frank Neisse, Des murs entre les hommes, La Documentation française, 2007